# Cúp FA Hàn Quốc 2019
Cúp FA Hàn Quốc 2019, hay Cúp FA KEB Hana Bank vì lý do tài trợ, là mùa giải thứ 24 của Cúp FA Hàn Quốc. Trong mùa giải này, hệ thống video hỗ trợ trọng tài (VAR) được sử dụng trong trận Bán kết và Chung kết. Daegu FC là đương kim vô địch, nhưng bị loại ở vòng 16 đội trước Gyeongnam FC. Đội vô địch Suwon Samsung Bluewings giành quyền tham dự vòng bảng AFC Champions League 2020.

## Lịch thi đấu
| Vòng        | Ngày thi đấu                               | Số trận | Số câu lạc bộ  | Số đội mới thi đấu vòng này                                                                        |
| ----------- | ------------------------------------------ | ------- | -------------- | -------------------------------------------------------------------------------------------------- |
| Vòng Một    | 9, 10 tháng 3                              | 17      | 16+8+10 → 17   | - 16 CLB xuất sắc nhất U-League 2018 - 8 CLB K3 League Basic 2019 - 10 CLB nghiệp dư xuất sắc nhất |
| Vòng Hai    | 14, 16 tháng 3                             | 17      | 17+10+7 → 17   | - 10 CLB xuất sắc nhất U-League 2018 - 7 CLB K3 League Advance 2019                                |
| Vòng Ba     | 26, 27 tháng 3                             | 20      | 17+5+8+10 → 20 | - 5 CLB K3 League Advance 2019 - 8 CLB Korea National League 2019 - 10 CLB K League 2 2019         |
| Vòng 32 đội | 17 tháng 4                                 | 16      | 20+12 → 16     | - 12 CLB K League 1 2019                                                                           |
| Vòng 16 đội | 15 tháng 5                                 | 8       | 16 → 8         | |
| Tứ kết      | 2, 3 tháng 7                               | 4       | 8 → 4          | |
| Bán kết     | 18 tháng 9 (Lượt đi) 2 tháng 10 (Lượt về)  | 2       | 4 → 2          | |
| Chung kết   | 6 tháng 11 (Lượt đi) 10 tháng 11 (Lượt về) | 1       | 2 → 1          | |

## Vòng Sơ loại
Vòng Sơ loại gồm 3 vòng đấu. Lễ bốc thăm diễn ra vào ngày 22 tháng 2 năm 2019.

### Vòng Một
Các trận đấu diễn ra từ ngày 9 đến ngày 10 tháng 3.
| 9 tháng 3 năm 2019 | Đại học Hongik | 0–1      | Đại học Dongguk |  |  |
| 12:00              |                | Chi tiết |                 |  |  |

| 9 tháng 3 năm 2019 | Jungnang Chorus Mustang | 0–1      | SMC Engineering |  |  |
| 13:00              |                         | Chi tiết |                 |  |  |

| 9 tháng 3 năm 2019 | Đại học Honam | 2–0      | Byeoksan Players |  |  |
| 14:00              |               | Chi tiết |                  |  |  |

| 9 tháng 3 năm 2019 | Đại học Ajou | 3–0      | Yangju Citizen |  |  |
| 14:00              |              | Chi tiết |                |  |  |

| 9 tháng 3 năm 2019 | Mokpo Christian Hospital | 1–0      | Pyeongchang FC |  |  |
| 14:00              |                          | Chi tiết |                |  |  |

| 9 tháng 3 năm 2019 | Gimhae College | 7–0      | Ansan Gakgol |  |  |
| 14:00              |                | Chi tiết |              |  |  |

| 9 tháng 3 năm 2019 | Goyang Citizen | 2–3      | Seoul United |  |  |
| 14:00              |                | Chi tiết |              |  |  |

| 9 tháng 3 năm 2019 | Đại học Sangji | 2–1      | Đại học Chodang |  |  |
| 14:00              |                | Chi tiết |                 |  |  |

| 9 tháng 3 năm 2019 | Đại học Jeonju | 3–1      | Đại học Kwangwoon |  |  |
| 15:00              |                | Chi tiết |                   |  |  |

| 9 tháng 3 năm 2019 | Đại học Kyung Hee | 2–1      | Gwangju Bukgu Marines |  |  |
| 15:30              |                   | Chi tiết |                       |  |  |

| 9 tháng 3 năm 2019 | Dongducheon One Team | 1–3      | Dong-woo |  |  |
| 18:00              |                      | Chi tiết |          |  |  |

| 9 tháng 3 năm 2019 | Ulsan Citizen | 0–0 (s.h.p.) (4–5 p) | Đại học Yonsei |  |  |
| 19:00              |               | Chi tiết             |                |  |  |

| 10 tháng 3 năm 2019 | Đại học Pai Chai | 1–3      | Yeoju Sejong |  |  |
| 13:00               |                  | Chi tiết |              |  |  |

| 10 tháng 3 năm 2019 | Jeonju Citizen | 2–1      | Đại học Dongshin |  |  |
| 14:00               |                | Chi tiết |                  |  |  |

| 10 tháng 3 năm 2019 | Yongin Citizen | 0–2      | Đại học Gwangju |  |  |
| 14:00               |                | Chi tiết |                 |  |  |

| 10 tháng 3 năm 2019 | Songwol | 1–3      | Đại học Dong-eui |  |  |
| 14:00               |         | Chi tiết |                  |  |  |

| 10 tháng 3 năm 2019 | Daedeok Winnerstar | 0–1      | Andong Science College |  |  |
| 16:00               |                    | Chi tiết |                        |  |  |

### Vòng Hai
Các trận đấu diễn ra từ ngày 14 đến ngày 16 tháng 3.
| 16 tháng 3 năm 2019 | SMC Engineering | 1–3      | Đại học Yong In |  |
|                     |                 | Chi tiết |                 |  |

| 16 tháng 3 năm 2019 | Đại học Ulsan | 0–3      | Yangpyeong FC |  |
|                     |               | Chi tiết |               |  |

| 16 tháng 3 năm 2019 | Đại học Công giáo Kwandong | 0–1      | Đại học Jeonju |  |
|                     |                            | Chi tiết |                |  |

| 16 tháng 3 năm 2019 | Yeoju Sejong | 0–2      | Andong Science College |  |
|                     |              | Chi tiết |                        |  |

| 16 tháng 3 năm 2019 | Dong-woo | 0–5      | Chungju Citizen |  |
|                     |          | Chi tiết |                 |  |

| 16 tháng 3 năm 2019 | Siheung Citizen | 0–1      | Jeonju Citizen |  |
|                     |                 | Chi tiết |                |  |

| 14 tháng 3 năm 2019 | Đại học Ajou | 1–0      | Đại học Cheongju |  |
|                     |              | Chi tiết |                  |  |

| 16 tháng 3 năm 2019 | Đại học Yonsei | 3–1      | Đại học Dongguk |  |
|                     |                | Chi tiết |                 |  |

| 16 tháng 3 năm 2019 | Seoul United | 1–3 (s.h.p.) | Đại học Soongsil |  |
|                     |              | Chi tiết     |                  |  |

| 16 tháng 3 năm 2019 | Mokpo Christian Hospital | 1–6      | Hwaseong FC |  |
|                     |                          | Chi tiết |             |  |

| 16 tháng 3 năm 2019 | Đại học Chung-Ang | 0–3      | Cheongju FC |  |
|                     |                   | Chi tiết |             |  |

| 16 tháng 3 năm 2019 | Pyeongtaek Citizen | 1–1 (s.h.p.) (4–5 p) | Đại học Honam |  |
|                     |                    | Chi tiết             |               |  |

| 15 tháng 3 năm 2019 | Đại học Sangji | 1–1 (s.h.p.) (3–5 p) | Đại học Dankook |  |
|                     |                | Chi tiết             |                 |  |

| 16 tháng 3 năm 2019 | Đại học Kyung Hee | 0–1 (s.h.p.) | Đại học Quốc gia Incheon |  |
|                     |                   | Chi tiết     |                          |  |

| 16 tháng 3 năm 2019 | Gimhae College | 1–2      | Đại học Yeungnam |  |
|                     |                | Chi tiết |                  |  |

| 16 tháng 3 năm 2019 | Đại học Gwangju | 1–3      | Paju Citizen |  |
|                     |                 | Chi tiết |              |  |

| 16 tháng 3 năm 2019 | Đại học Hanyang | 3–2      | Đại học Dong-eui |  |
|                     |                 | Chi tiết |                  |  |

### Vòng Ba
Các trận đấu diễn ra vào từ ngày 26 đến 27 tháng 3.
| 27 tháng 3 năm 2019 | Yangpyeong FC | 0–0 (s.h.p.) (5–4 p) | Asan Mugunghwa |  |
|                     |               | Chi tiết             |                |  |

| 27 tháng 3 năm 2019 | Busan IPark | 0–1      | Cheonan City |  |
|                     |             | Chi tiết |              |  |

| 27 tháng 3 năm 2019 | Gwangju FC | 1–0      | Jeonnam Dragons |  |
|                     |            | Chi tiết |                 |  |

| 27 tháng 3 năm 2019 | Gimpo Citizen | 4–0      | Đại học Yonsei |  |
|                     |               | Chi tiết |                |  |

| 27 tháng 3 năm 2019 | Đại học Soongsil | 0–0 (s.h.p.) (7–8 p) | Đại học Yeungnam |  |
|                     |                  | Chi tiết             |                  |  |

| 27 tháng 3 năm 2019 | Paju Citizen | 4–0      | Đại học Ajou |  |
|                     |              | Chi tiết |              |  |

| 26 tháng 3 năm 2019 | Andong Science College | 2–2 (s.h.p.) (4–3 p) | Đại học Yong In |  |
|                     |                        | Chi tiết             |                 |  |

| 27 tháng 3 năm 2019 | Jeonju Citizen | 0–1      | Mokpo City |  |
|                     |                | Chi tiết |            |  |

| 27 tháng 3 năm 2019 | Chungju Citizen | 0–6      | Suwon FC |  |
|                     |                 | Chi tiết |          |  |

| 27 tháng 3 năm 2019 | Gyeongju KHNP | 3–2 (s.h.p.) | Busan Transportation Corporation |  |
|                     |               | Chi tiết     |                                  |  |

| 27 tháng 3 năm 2019 | Cheongju FC | 1–0      | Đại học Quốc gia Incheon |  |
|                     |             | Chi tiết |                          |  |

| 27 tháng 3 năm 2019 | Daejeon Korail | 2–1 (s.h.p.) | Đại học Jeonju |  |
|                     |                | Chi tiết     |                |  |

| 27 tháng 3 năm 2019 | Đại học Dankook | 0–0 (s.h.p.) (4–3 p) | Daejeon Citizen |  |
|                     |                 | Chi tiết             |                 |  |

| 27 tháng 3 năm 2019 | Changwon City | 3–0                                                                 | Đại học Hanyang |  |
|                     |               | Match /www.kfa.or.kr/competition/?act=fa&div=3R#view_board Chi tiết |                 |  |

| 27 tháng 3 năm 2019 | FC Anyang | 5–1      | Icheon Citizen |  |
|                     |           | Chi tiết |                |  |

| 27 tháng 3 năm 2019 | Hwaseong FC | 3–2      | Ansan Greeners |  |
|                     |             | Chi tiết |                |  |

| 27 tháng 3 năm 2019 | Pocheon Citizen | 1–1 (s.h.p.) (2–1 p) | Gimhae FC |  |
|                     |                 | Chi tiết             |           |  |

| 27 tháng 3 năm 2019 | Gyeongju Citizen | 0–1 (s.h.p.) | Gangneung City |  |
|                     |                  | Chi tiết     |                |  |

| 27 tháng 3 năm 2019 | Bucheon FC 1995 | 1–3 (s.h.p.) | Seoul E-Land |  |
|                     |                 | Chi tiết     |              |  |

| 27 tháng 3 năm 2019 | Đại học Honam | 1–0      | Chuncheon FC |  |
|                     |               | Chi tiết |              |  |

## Vòng Chung kết
Lễ bốc thăm diễn ra vào ngày 4 tháng 4 năm 2019.

### Vòng 32 đội
Các trận đấu diễn ra vào ngày 17 tháng 4 năm 2019.
| 17 tháng 4 năm 2019 | Gwangju FC | 2–2 (s.h.p.) (4–3 p) | Andong Science College | Sân vận động World Cup Gwangju, Gwangju |
|                     |            | Chi tiết             |                        |                                         |

| 17 tháng 4 năm 2019 | Cheonan City FC | 1–0 (s.h.p.) | Mokpo City FC | Trung tâm Bóng đá Cheonan, Cheonan |
|                     |                 | Chi tiết     |               |                                    |

| 17 tháng 4 năm 2019 | Gyeongju Korea Hydro & Nuclear Power FC | 2–1      | Gimpo Citizen FC | Gyeongju Civic Stadium, Gyeongju |
|                     |                                         | Chi tiết |                  |                                  |

| 17 tháng 4 năm 2019 | Suwon Samsung Bluewings | 1–0      | Pohang Steelers | Sân vận động World Cup Suwon, Suwon |
|                     |                         | Chi tiết |                 |                                     |

| 17 tháng 4 năm 2019 | Paju Citizen FC | 2–0      | Đại học Dankook | Paju Public Stadium, Paju |
|                     |                 | Chi tiết |                 |                           |

| 17 tháng 4 năm 2019 | Gangwon FC | 3–2      | FC Seoul | Thị trấn Thể thao Chuncheon Songam, Chuncheon |
|                     |            | Chi tiết |          |                                               |

| 17 tháng 4 năm 2019 | Daejeon Korail FC | 2–0      | Ulsan Hyundai | Daejeon Hanbat Sports Complex, Daejeon |
|                     |                   | Chi tiết |               |                                        |

| 17 tháng 4 năm 2019 | Hwaseong FC | 5–2      | Yangpyeong FC | Sân vận động Hwaseong, Hwaseong |
|                     |             | Chi tiết |               |                                 |

| 17 tháng 4 năm 2019 | Sangju Sangmu FC | 0–0 (s.h.p.) (10–9 p) | Seongnam FC | Sân vận động Sangju Civic, Sangju |
|                     |                  | Chi tiết              |             |                                   |

| 17 tháng 4 năm 2019 | Changwon City FC | 2–1      | Đại học Yeungnam | Công viên Thể thao Changwon, Changwon |
|                     |                  | Chi tiết |                  |                                       |

| 17 tháng 4 năm 2019 | Incheon United | 0–1      | Cheongju FC | Sân vận động bóng đá Incheon, Incheon |
|                     |                | Chi tiết |             |                                       |

| 17 tháng 4 năm 2019 | Gangneung City FC | 1–1 (s.h.p.) (2–4 p) | Jeju United | Sân vận động Gangneung, Gangneung |
|                     |                   | Chi tiết             |             |                                   |

| 17 tháng 4 năm 2019 | Suwon FC | 1–2      | Daegu FC | Khu liên hợp thể thao Suwon, Suwon |
|                     |          | Chi tiết |          |                                    |

| 17 tháng 4 năm 2019 | Jeonbuk Hyundai Motors | 0–1      | FC Anyang           | Sân vận động World Cup Jeonju, Jeonju |  |
|                     |                        | Chi tiết | Manuel Palacios 80' |                                       |  |

| 17 tháng 4 năm 2019 | Gyeongnam FC | 2–1      | Pocheon Citizen FC | Trung tâm bóng đá Changwon, Changwon |
|                     |              | Chi tiết |                    |                                      |

| 17 tháng 4 năm 2019 | Đại học Honam | 0–1      | Seoul E-Land FC | Sân vận động Đại học Honam, Gwangju |
|                     |               | Chi tiết |                 |                                     |

### Vòng 16 đội
Các trận đấu diễn ra vào ngày 15 tháng 5.
| 15 tháng 5 năm 2019 | Gangwon FC | 2–0      | Paju Citizen FC | Thị trấn Thể thao Chuncheon Songam, Chuncheon |  |
| 19:00 UTC+9         |            | Chi tiết |                 |                                               |  |

| 15 tháng 5 năm 2019 | FC Anyang | 1–2 (s.h.p.) | Changwon City FC | Sân vận động Anyang, Anyang |  |
| 19:30 UTC+9         |           | Chi tiết     |                  |                             |  |

| 15 tháng 5 năm 2019 | Gyeongju Korea Hydro & Nuclear Power FC | 2–0      | Cheongju FC | Gyeongju Civic Stadium, Gyeongju |  |
| 19:00 UTC+9         |                                         | Chi tiết |             |                                  |  |

| 15 tháng 5 năm 2019 | Daejeon Korail FC | 2–0      | Seoul E-Land FC | Daejeon Hanbat Sports Complex, Daejeon |  |
| 19:00 UTC+9         |                   | Chi tiết |                 |                                        |  |

| 15 tháng 5 năm 2019 | Sangju Sangmu FC | 1–1 (s.h.p.) (13–12 p) | Jeju United FC | Sân vận động Sangju Civic, Sangju |  |
| 19:00 UTC+9         | ? 89'            | Chi tiết               | ? 51'          |                                   |  |

| 15 tháng 5 năm 2019 | Suwon Samsung Bluewings                        | 3–0      | Gwangju FC | Sân vận động World Cup Suwon, Suwon |  |
| 19:30 UTC+9         | Shin Se-gye 42' · Sarić 48' · Han Eui-kwon 86' | Chi tiết |            |                                     |  |

| 15 tháng 5 năm 2019 | Hwaseong FC | 2–2 (s.h.p.) (4–3 p) | Cheonan City FC | Sân vận động Hwaseong, Hwaseong |  |
| 19:00 UTC+9         |             | Chi tiết             |                 |                                 |  |

| 15 tháng 5 năm 2019 | Gyeongnam FC | 2–0      | Daegu FC | Trung tâm bóng đá Changwon, Changwon |  |
| 19:00 UTC+9         |              | Chi tiết |          |                                      |  |

### Tứ kết
Các trận đấu diễn ra vào ngày 2 và 3 tháng 7.
| 2 tháng 7 năm 2019 | Changwon City FC           | 1–2      | Sangju Sangmu FC                             | Trung tâm bóng đá Changwon, Changwon |  |
|                    | Jung Gi-woon 90+2' (ph.đ.) | Chi tiết | Jin Seong-uk 54' · Sin Chang-moo 88' (ph.đ.) |                                      |  |

| 3 tháng 7 năm 2019 | Gyeongnam FC              | 1–2      | Hwaseong FC                         | Trung tâm bóng đá Changwon, Changwon |  |
|                    | Kim Seung-jun 60' (ph.đ.) | Chi tiết | Yoo Byung-soo 19' · Moon Jun Ho 49' |                                      |  |

| 3 tháng 7 năm 2019 | Suwon Samsung Bluewings                | 2–2 (s.h.p.) (3–1 p) | Gyeongju Korea Hydro & Nuclear Power FC | Sân vận động World Cup Suwon, Suwon |  |
|                    | Adam Taggart 12' · Ko Myeong seok 112' | Chi tiết             | Lim Seong-taek 45+1' · Kim Min Kyu 102' |                                     |  |

| 3 tháng 7 năm 2019 | Daejeon Korail FC                      | 2–0      | Gangwon FC | Sân vận động Daejeon Hanbat, Daejeon |  |
|                    | Lee Keun-Won 67' · Lee Gwang-Pyo 90+2' | Chi tiết |            |                                      |  |

## Bán kết
Lễ bốc thăm diễn ra vào ngày 7 tháng 8 năm 2019.

### Lượt đi
| 18 tháng 9 năm 2019 | Daejeon Korail FC  | 1–1      | Sangju Sangmu FC  | Sân vận động Daejeon Hanbat, Daejeon |  |
| 19:00               | Lee Keun Won 90+3' | Chi tiết | Ryu Seung-woo 68' |                                      |  |

| 18 tháng 9 năm 2019 | Hwaseong FC     | 1–0      | Suwon Samsung Bluewings | Sân vận động Hwaseong, Hwaseong |  |
| 19:00               | Moon Jun Ho 24' | Chi tiết |                         |                                 |  |

### Lượt về
| 2 tháng 10 năm 2019                                             | Sangju Sangmu FC                               | 2–2 (s.h.p.) (2–4 p)                                                           | Daejeon Korail FC                      | Sân vận động Sangju Civic, Sangju |  |
| 19:00                                                           | Kim Jin-hyeok 90+2' · Kang Sang-woo 102' (pen) | Chi tiết                                                                       | Jang Won-seok 89' · Lee Kyung-min 106' | Lượng khán giả: 519               |  |
|                                                                 |                                                | Loạt sút luân lưu                                                              |                                        |                                   |  |
| - Kim Geon-hee - Lee Chan-dong - Goh Tae-won - Kim Gyeong-joong |                                                | - Jang Won-seok - Gwak Cheol-ho - Lee Geun-won - Kim Sang-kyun - Lee Gwang-pyo |                                        |                                   |  |

| 2 tháng 10 năm 2019 | Suwon Samsung Bluewings           | 3–0 (s.h.p.) | Hwaseong FC | Sân vận động World Cup Suwon, Suwon |  |
| 19:30               | Yeom Ki-hun 59', 107', 110' (pen) | Chi tiết     |             | Lượng khán giả: 4,358               |  |

## Chung kết

### Lượt đi
| 6 tháng 11 năm 2019 | Daejeon Korail FC | 0–0 | Suwon Samsung Bluewings | Sân vận động Daejeon Hanbat, Daejeon |  |
| 19:00               |                   |     |                         | Trọng tài: Kim Hee-gon               |  |

### Lượt về
| 10 tháng 11 năm 2019 | Suwon Samsung Bluewings | 4–0 | Daejeon Korail FC | Sân vận động World Cup Suwon, Suwon |  |
| 14:10                |                         |     |                   | Trọng tài: Park Byung-Jin           |  |